# فرشته امان
فرشته امان (به هندی: Aman Ke Farishtey) فیلمی محصول سال ۲۰۱۶ و به کارگردانی قادر کشمیری است. در این فیلم بازیگرانی همچون دو آناند، جاوید جعفری، هما مالینی، عاصف شیخ، روپا گانگولی، کیران کومار، قادرخان ایفای نقش کرده‌اند.
این فیلم در سال ۱۹۹۲ ساخته شد ولی در سال ۲۰۱۶ اکران شد.